# Élection présidentielle chypriote de 2018
L’élection présidentielle chypriote de 2018 se déroule le 28 janvier 2018 à Chypre afin d'élire le Président de la République.
Aucun candidat n'ayant recueilli la majorité absolue au premier tour, un second est organisé le 4 février 2018 entre les deux candidats arrivés en tête : le président en exercice Níkos Anastasiádis et l'opposant de gauche Stávros Malás, candidat malheureux à l'élection précédente. Anastasiádis l'emporte avec une confortable avance, réunissant près de 56 % des suffrages.

## Contexte
Des élections législatives ont lieu quelques semaines auparavant en Chypre du Nord.

## Système électoral
Le président chypriote est élu au scrutin uninominal majoritaire à deux tours pour un mandat de cinq ans renouvelable une fois.

## Candidats et campagne électorale
Le président en exercice Níkos Anastasiádis est candidat à sa réélection pour un second et dernier mandat.

## Résultats
| Candidats                | Candidats                 | Partis                   | 1er tour | 1er tour | 2d tour | 2d tour |
| Candidats                | Candidats                 | Partis                   | Voix     | %        | Voix    | %       |
| ------------------------ | ------------------------- | ------------------------ | -------- | -------- | ------- | ------- |
|                          | Níkos Anastasiádis        | DISY                     | 137 268  | 35,51    | 215 281 | 55,99   |
|                          | Stávros Malás             | AKEL                     | 116 920  | 30,24    | 169 243 | 44,01   |
|                          | Nikólas Papadópoulos (en) | DIKO                     | 99 508   | 25,74    |         |         |
|                          | Chrístos Chrístou (el)    | ELAM                     | 21 846   | 5,65     |         |         |
|                          | Giórgos Lillíkas          | SP                       | 8 419    | 2,18     |         |         |
|                          | Andréas Efstratíou (en)   | Indépendant              | 845      | 0,22     |         |         |
|                          | Cháris Aristídou          | Indépendant              | 752      | 0,19     |         |         |
|                          | Michális Minás            | OCJ                      | 662      | 0,17     |         |         |
|                          | Christákis Kapiliótis     | Indépendant              | 391      | 0,10     |         |         |
|                          |                           |                          |          |          |         |         |
| Votes valides            | Votes valides             | Votes valides            | 386 611  | 97,64    | 384 524 | 94,37   |
| Votes invalides          | Votes invalides           | Votes invalides          | 5 879    | 1,48     | 10 778  | 2,65    |
| Votes blancs             | Votes blancs              | Votes blancs             | 3 459    | 0,87     | 12 173  | 2,99    |
| Total                    | Total                     | Total                    | 395 949  | 100      | 407 475 | 100     |
| Abstention               | Abstention                | Abstention               | 154 927  | 28,12    | 143 401 | 26,03   |
| Inscrits / participation | Inscrits / participation  | Inscrits / participation | 550 876  | 71,88    | 550 876 | 73,97   |

| Níkos Anastasiádis (55,99 %) |  |  | Stávros Malás (44,01 %) |
| ▲                            |  |  |                         |
| Majorité absolue             |  |  |                         |